# Crocothemis brevistigma
Crocothemis brevistigma är en trollsländeart som beskrevs av Elliot C.G. Pinhey 1961. Crocothemis brevistigma ingår i släktet Crocothemis och familjen segeltrollsländor. IUCN kategoriserar arten globalt som livskraftig. Inga underarter finns listade i Catalogue of Life.